# بيلتشيتي
بلدية بيلتشيتي (بالإسبانية: Belchite) هي بلدية تقع في مقاطعة سرقسطة التابعة لمنطقة أراغون شمال شرق إسبانيا.

## الديموغرافيا
بلغ عدد سكان بلدية بيلتشيتي 1.683 نسمة عام 2011 (وفقاً للمعهد الوطني الإسباني للإحصاء).
| 1.628 | 1.639 | 1.625 | 1.621 | 1.647 | 1.671 | 1.683 |